# Margarita Domínguez
Margarita Domínguez Cabezas (Cartagena, 20 de mayo de 1987) es una deportista española que compitió en natación, en la modalidad de aguas abiertas.
Ganó una medalla de plata en el Campeonato Mundial de Natación en Aguas Abiertas de 2010 y tres medallas en el Campeonato Europeo de Natación en Aguas Abiertas, entre los años 2008 y 2012.

## Palmarés internacional
| Campeonato Mundial | Campeonato Mundial  | Campeonato Mundial | Campeonato Mundial |
| Año                | Lugar               | Medalla            | Prueba             |
| ------------------ | ------------------- | ------------------ | ------------------ |
| 2010               | Roberval (Canadá)   | Medalla de plata   | 25 km              |
| Campeonato Europeo |                     |                    |                    |
| Año                | Lugar               | Medalla            | Prueba             |
| 2008               | Dubrovnik (Croacia) | Medalla de oro     | 25 km              |
| 2011               | Eilat (Israel)      | Medalla de plata   | 25 km              |
| 2012               | Piombino (Italia)   | Medalla de plata   | 25 km              |